# マフムード・タルズィー
マフムード・タルズィー（パシュトー語: محمود طرزي、Mahmud Tarzi、1865年 - 1933年）は、アフガニスタンのジャーナリスト、評論家、外交官、政治家。アマーヌッラー・ハーン国王の外務大臣。イギリスに対抗するため、親露・親ソ政策を採った。タルジーと表記される場合もある。

## 経歴
ガズニー州出身。彼の家族は、アブドゥッラフマーン・ハーンの治世にアフガニスタンから追放され、長期間、トルコに在住した。トルコでは最晩年のジャマールッディーン・アフガーニーから教えを受けた。
帰国後、タルズィーは、アフガンのエリート層のためのペルシア語紙「セラージ・アル・アフバール」紙を創刊した。同紙は、世界の科学技術の進歩や紛争を読者に紹介し、タルズィー自身は、外国の作家の作品の翻訳を掲載した。その外、タルズィーは、同紙を通じて、イギリスに対するジハードを読者に呼びかけた。
1910年代、「若きアフガン人」運動の指導者となる。1916年2月、タルズィーは、ロシア皇帝ニコライ2世に書簡を送り、イギリス支援を取り止め、アフガニスタンの独立運動を支持するよう訴えた。
1919年、ヒヴァ・ハン国国王に赤軍への抵抗を止めるよう説得した。その後、アマーヌッラー・ハーン国王の下で、外務相兼特別改革委員会委員長を務め、1921年2月28日のアフガニスタン・ロシア友好条約、1921年3月1日のアフガニスタン・トルコ友好及び協力条約、1921年11月22日のイギリスとの和平条約、1926年8月21日のアフガニスタン・ソビエト中立及び不可侵条約を締結した。
1927年～1928年、アマーヌッラー国王の国外視察に随行して、欧州、近東、ソ連を歴訪した。
イスタンブールで死去。
娘のソラヤ（スライヤとも）はアマーヌッラー・ハーンの妻である。